# گواربتی

<محله ارندوی>

گوارباتی‌ها یا گواری یکی از اقوام هند آریائی بوده دارای زبان گواربتی می‌باشند. مردمان ارندوی ولسوالی چترال پاکستان و افغانستان به این زبان صحبت می‌نمایند. منطقه ارندوی دارای ۸ قریه می‌باشد که همه بزبان گواربتی صحبت می‌نمایند. زبان گواربتی ۹۵۰۰ گوینده دارد که ۱۵۰۰ آن در چترال پاکستان زندگی داشته باقی در افغانستان زندگی دارند. نام‌های مترادف زبان گواربتی عبارتند از گواری، ناری ساتی، نارساتی، و ساتری می‌باشد. زبان گواربتی یکی از زبان‌های هندواروپائی هندوایرانی، هندوآریائی بوده از جمله کلاس زبان داردیک یا داردی می‌باشد. این زبان ۴۷ فیصد با زبان شمشتی، ۴۴ فیصد با دامیلی ۴۲ فیصد با زبان ساوی و گرانگالی شباهت لغات دارد.گوارباتی‌ها دارای دین اسلام حنفی بوده از اقلیتهای افغانستان بشمار می‌رود. زبان دوم مردم گواری پشتو بوده با پشه ای‌ها قرابت خیلی نزدیک دارند. در سال ۱۹۲۶ پژوهش‌های در مورد زبان گواربتی توسط جورج مارگن ستیانه و در سال۱۹۹۲ توسط Kendall Decker صورت گرفته کتاب را تحت عنوان Report on a Linguistic Mission to Afghanistan و SOCIOLINGUISTIC SURVEY OF NORTHERN PAKISTAN VOLUME 5 نوشتند. کتاب مورگن در سال ۲۰۰۷ دوباره بزبان انگلیسی بچاپ رسید. ممکن این مردم با مردم شهر گوا Goa هندوستان رابطه تاریخی داشته باشند.